# روبرت ساندرسون
روبرت ساندرسون هو نجم اجتماعي وشخصية أعمال ماليزي، ولد في 1966 في ماليزيا.

## وصلات خارجية
- الموقع الرسمي